# NGC 838

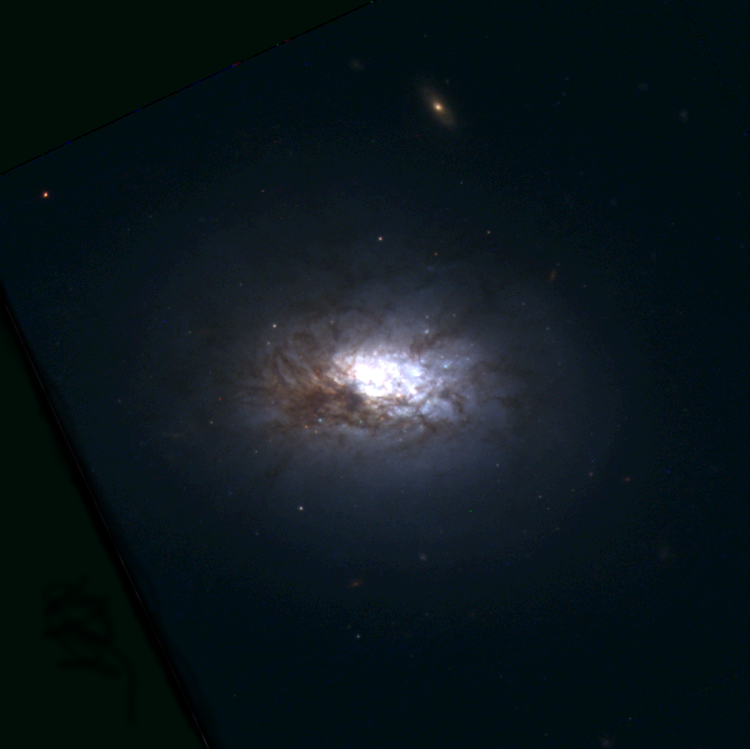
NGC 838 par le télescope spatial Hubble.

NGC 838 est une galaxie lenticulaire située dans la constellation de la Baleine. NGC 838 a été découverte par l'astronome germano-britannique William Herschel en 1785.

## Caractéristiques
Selon la base de données Simbad, NGC 838 est une galaxie LINER, c'est-à-dire une galaxie dont le noyau présente un spectre d'émission caractérisé par de larges raies d'atomes faiblement ionisés.
Sa vitesse par rapport au fond diffus cosmologique est de 3 598 ± 18 km/s, ce qui correspond à une distance de Hubble de 53,1 ± 3,7 Mpc (∼173 millions d'al).

### Luminosité dans l'infrarouge
NGC 838 est une galaxie lumineuse dans l'infrarouge et elle est aussi une galaxie à sursaut de formation d'étoiles. NGC 838 est une galaxie dont le noyau brille dans le domaine de l'ultraviolet. Elle est inscrite dans le catalogue de Markarian sous la cote Mrk 1022 (MK 1022).
La luminosité de la galaxie de NGC 838 dans l'infrarouge lointain (de 40 à 400 µm)  est égale à 6,92 × 1010 {\displaystyle L_{\odot }} (1010,84{\displaystyle L_{\odot }}) et sa luminosité totale dans l'infrarouge (de 8 à 1 000 µm) est de 1,00 × 1011 {\displaystyle L_{\odot }} (1011,00{\displaystyle L_{\odot }}).

## Supernova
La supernova SN 2005H a été découverte le 15 janvier 2005 par J. Graham et W. Li dans le cadre du programme conjoint LOSS/KAIT (Lick Observatory Supernova Search de l'observatoire Lick et The Katzman Automatic Imaging Telescope de l'université de Californie à Berkeley). Cette supernova était de type II.

## Groupe de NGC 835

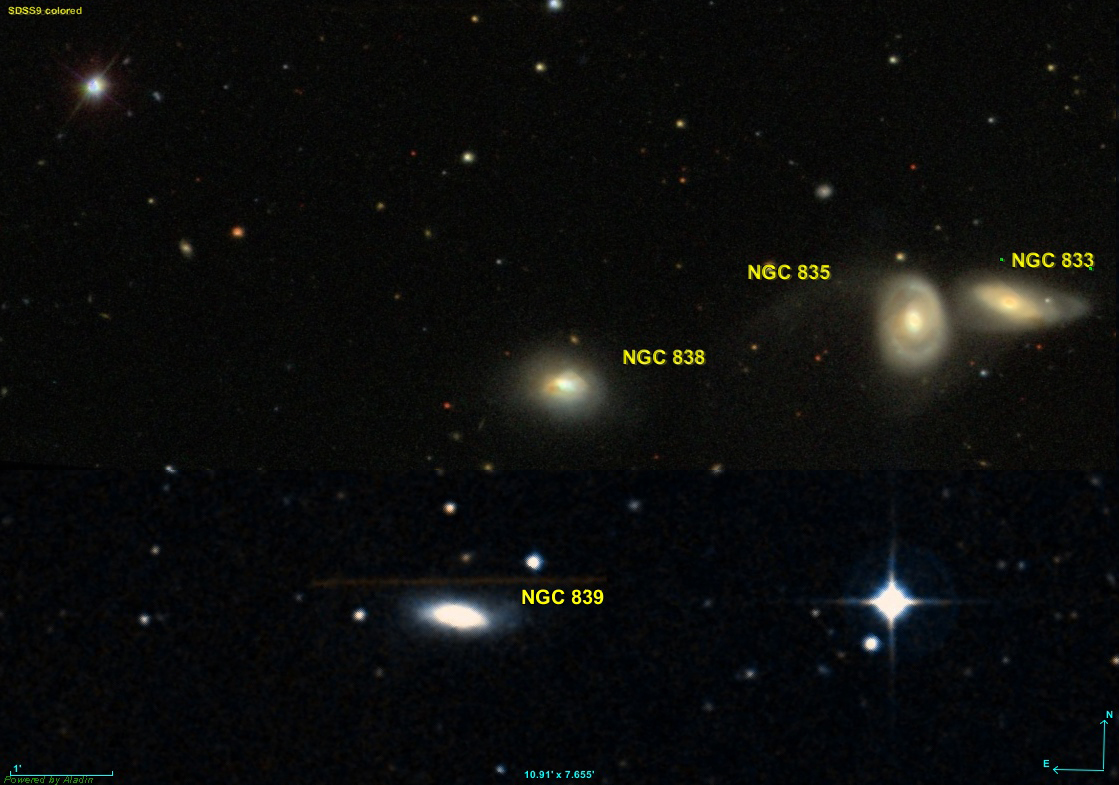
NGC 838 et ses voisines

NGC 838 fait partie du groupe de NGC 835. Outre NGC 838 et NGC 835, les autres galaxies du groupe sont NGC 833, NGC 839, NGC 848, NGC 873, et MCG -2-6-19. NGC 838 fait aussi partie du groupe compact de Hickson HCG 16 avec les galaxies NGC 833, NGC 835 et NGC 839.